# Тріумфальна арка (Кам'янець-Подільський)
Тріумфальна арка — одна зі складових архітектурного ансамблю Кафедрального костелу Святих апостолів Петра і Павла міста в Кам'янця-Подільського. Високохудожня споруда, веде на подвір'я Кафедрального костелу.

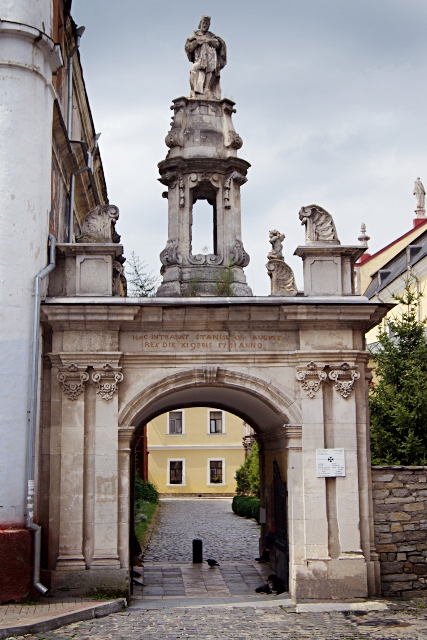
Тріумфальна арка в Кам'янці-Подільському

## Пролог
Кам'янецька латинська катедра — єдиний в Україні християнський храм, у композицію якого включено характерний елемент мусульманської архітектури — мінарет, увінчаний скульптурою Богородиці. Архітектурний ансамбль храму включає костел, дзвіницю, тріумфальну арку і мінарет.

## Тріумфальна арка
Тріумфальна арка (брама) є однією із найвідоміших кам'янецьких пам'яток. Це остання споруда Татарської вулиці, що знаходиться в Старому місті і збудована на пам'ять про останній візит до Кам'янця останнього польського короля — Станіслава Августа Понятовського. Вона веде на подвір'я до Кафедрального костелу. На стіні арки є напис латинською мовою (зокрема, «тут проходив король Станіслав Август 11 листопада 1781 року»). На думку Ольги Пламеницької (книга «Християнські святині Кам'янця-Подільського»), автором споруди був Ян де Вітте.
Збудована з цегли й облицьована білокам'яними тесаними плитами. Витримана в характері античних тріумфальних арок. Велику роль у художній виразності відіграє скульптурне завершення брами. А саме — статуї 4-х янголят по кутах і статуя святого Яна Непомука в центрі, який вважається покровителем мостів, доброї слави та щирої сповіді (брама — своєрідний міст між світом і небесами).

## Прикмети
Є повір'я, що якщо пройти через Тріумфальну арку, думаючи про найсокровенніше, то воно неодмінно збудеться. 8 липня 1994 через арку пройшов Леонід Кучма, через два дні який став Президентом України. У вересні 2004 року під аркою пройшов Віктор Ющенко, який теж став Президентом. В арці загадували бажання відомі та пересічні люди з різних країн світу.[джерело?]

## Галерея

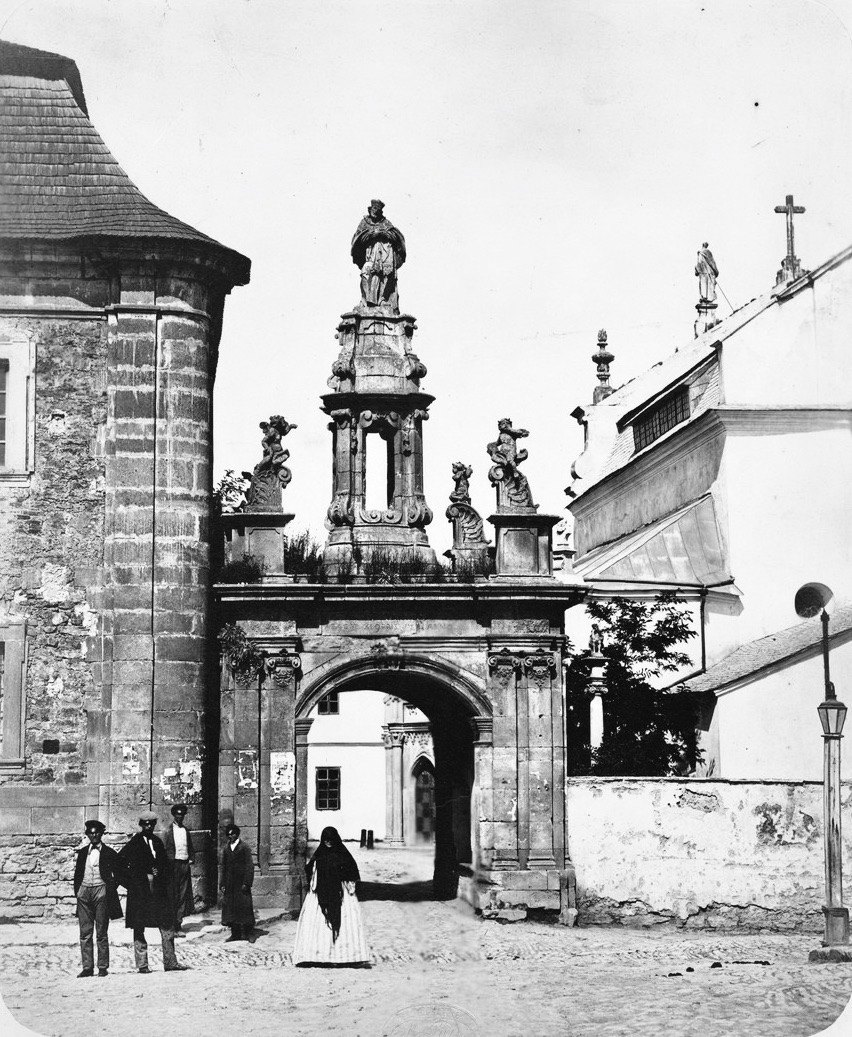
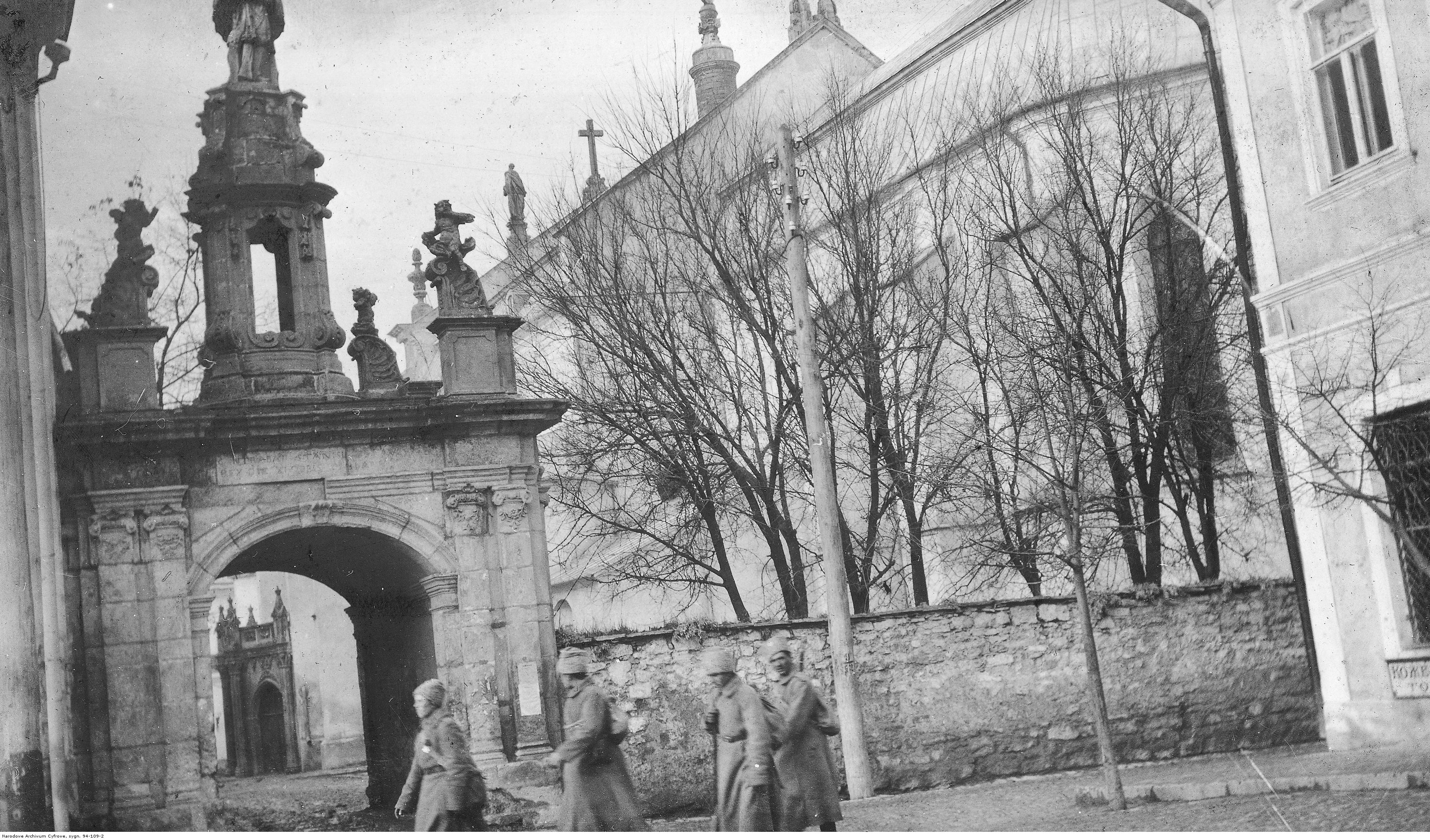
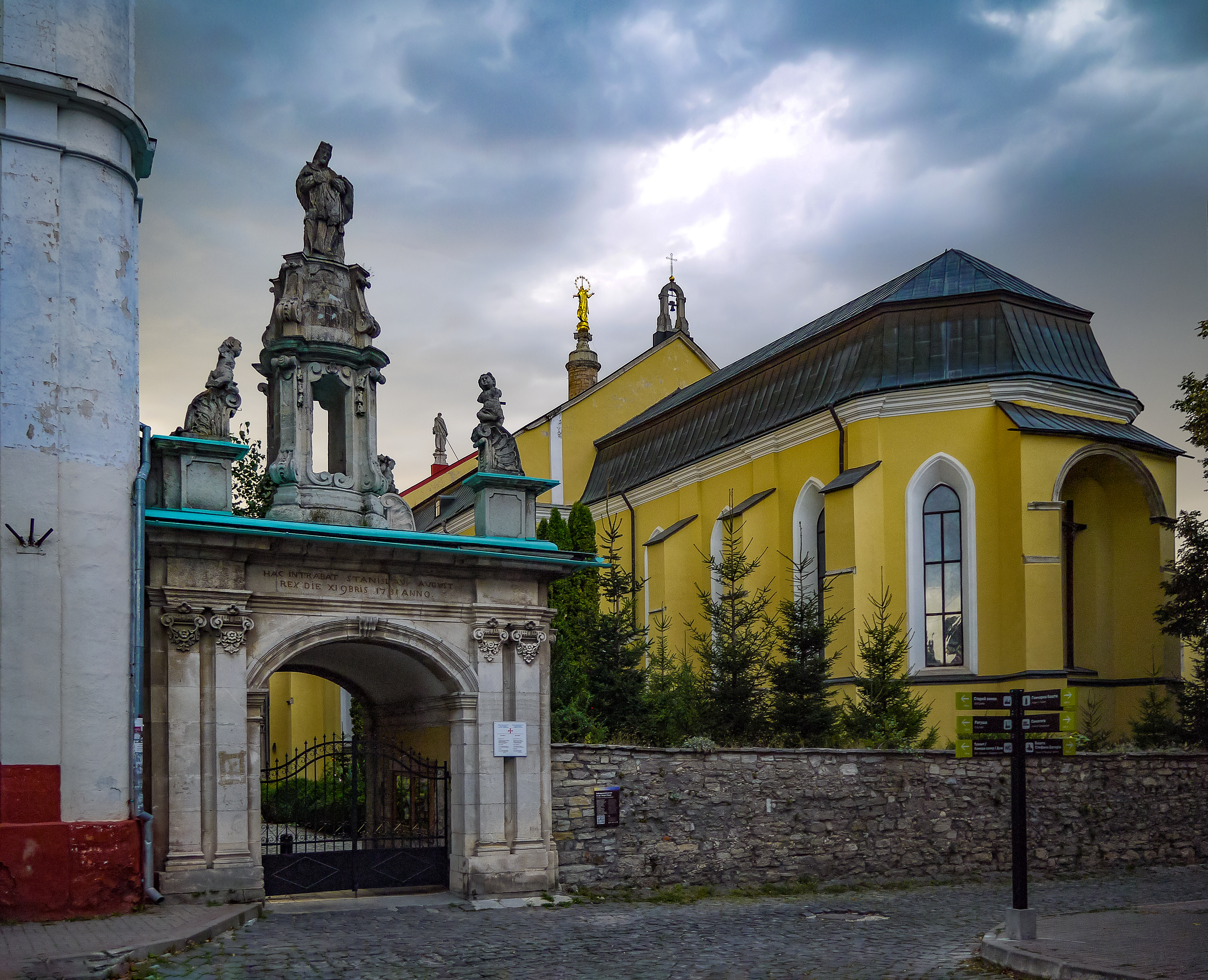
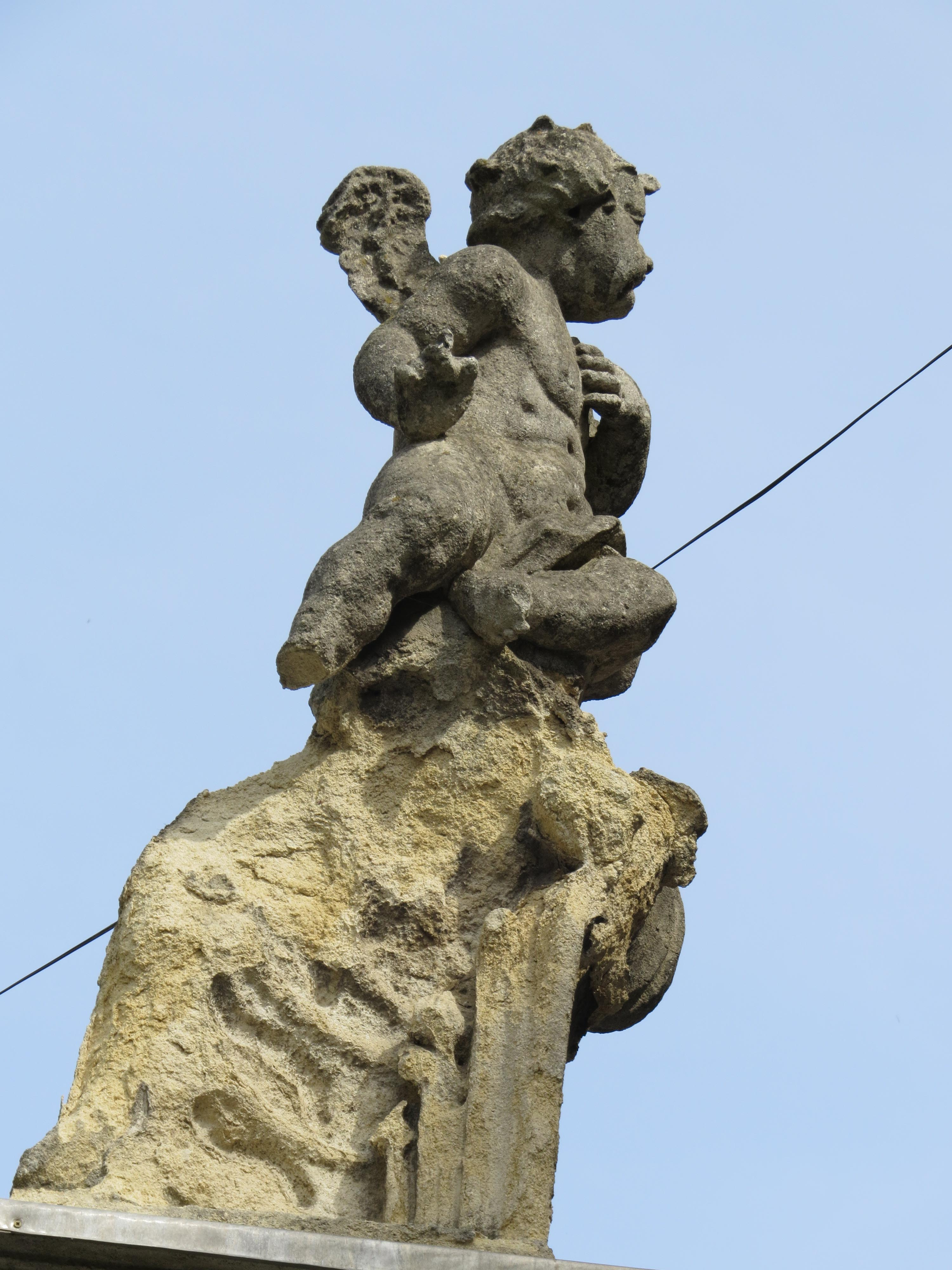
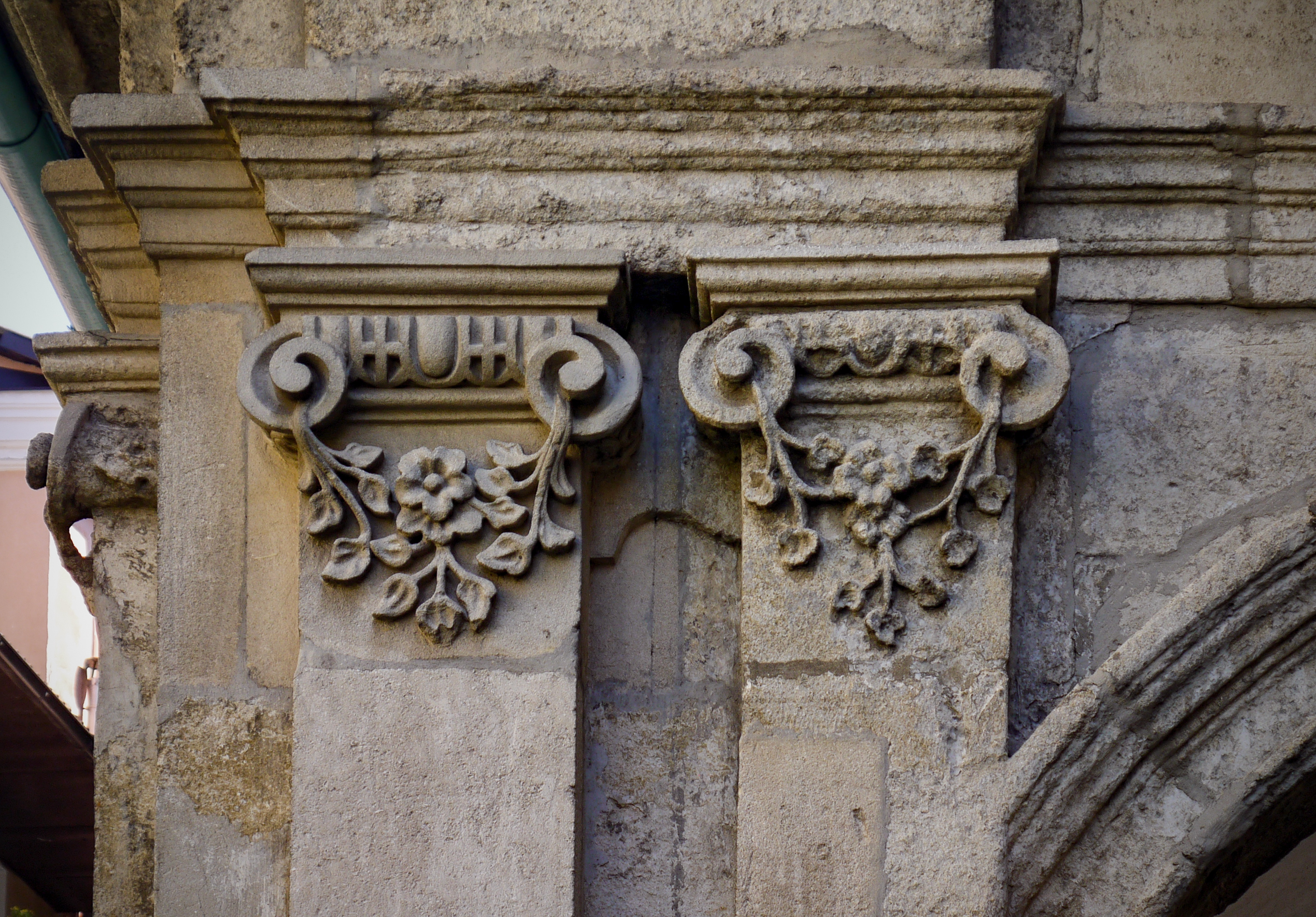
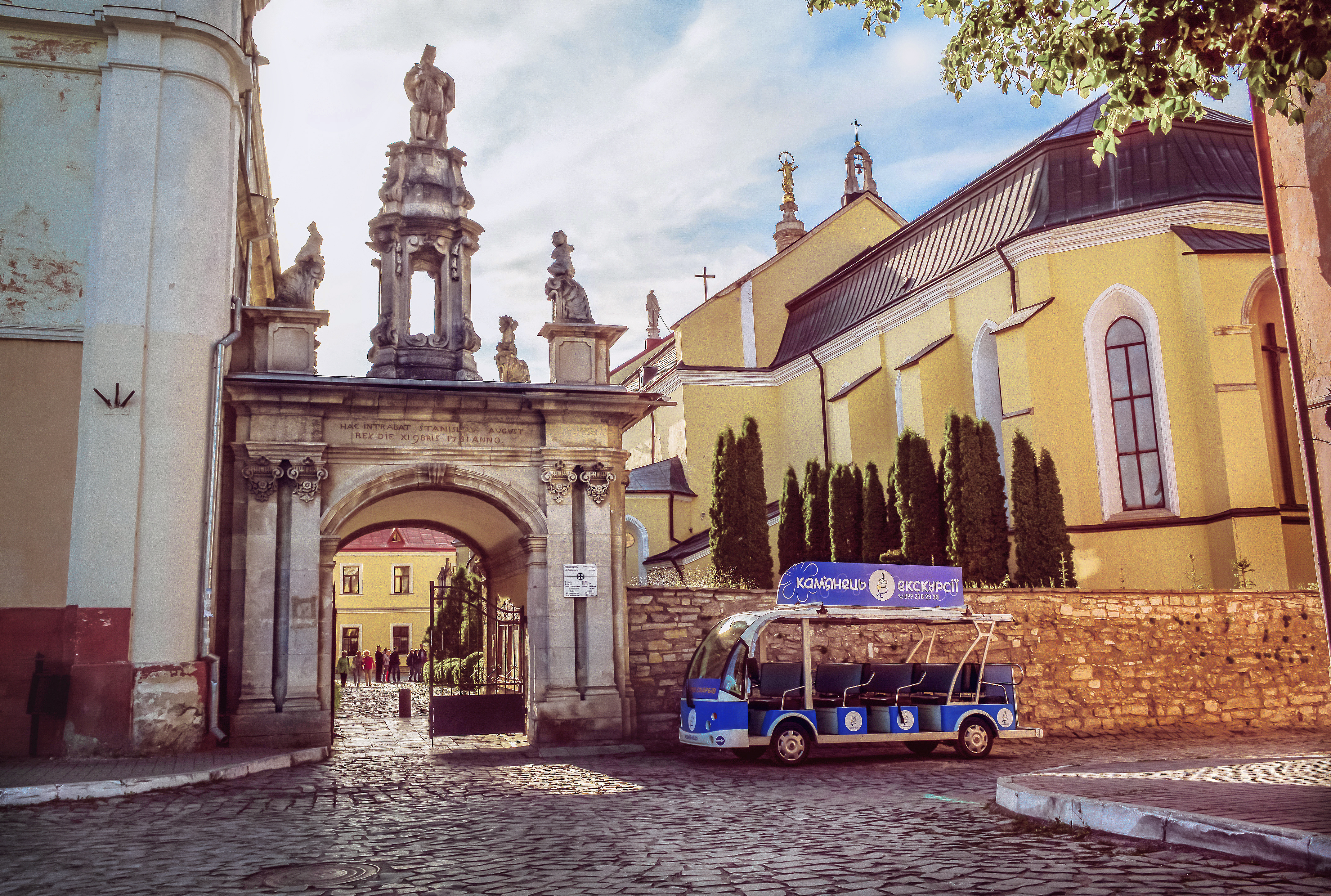
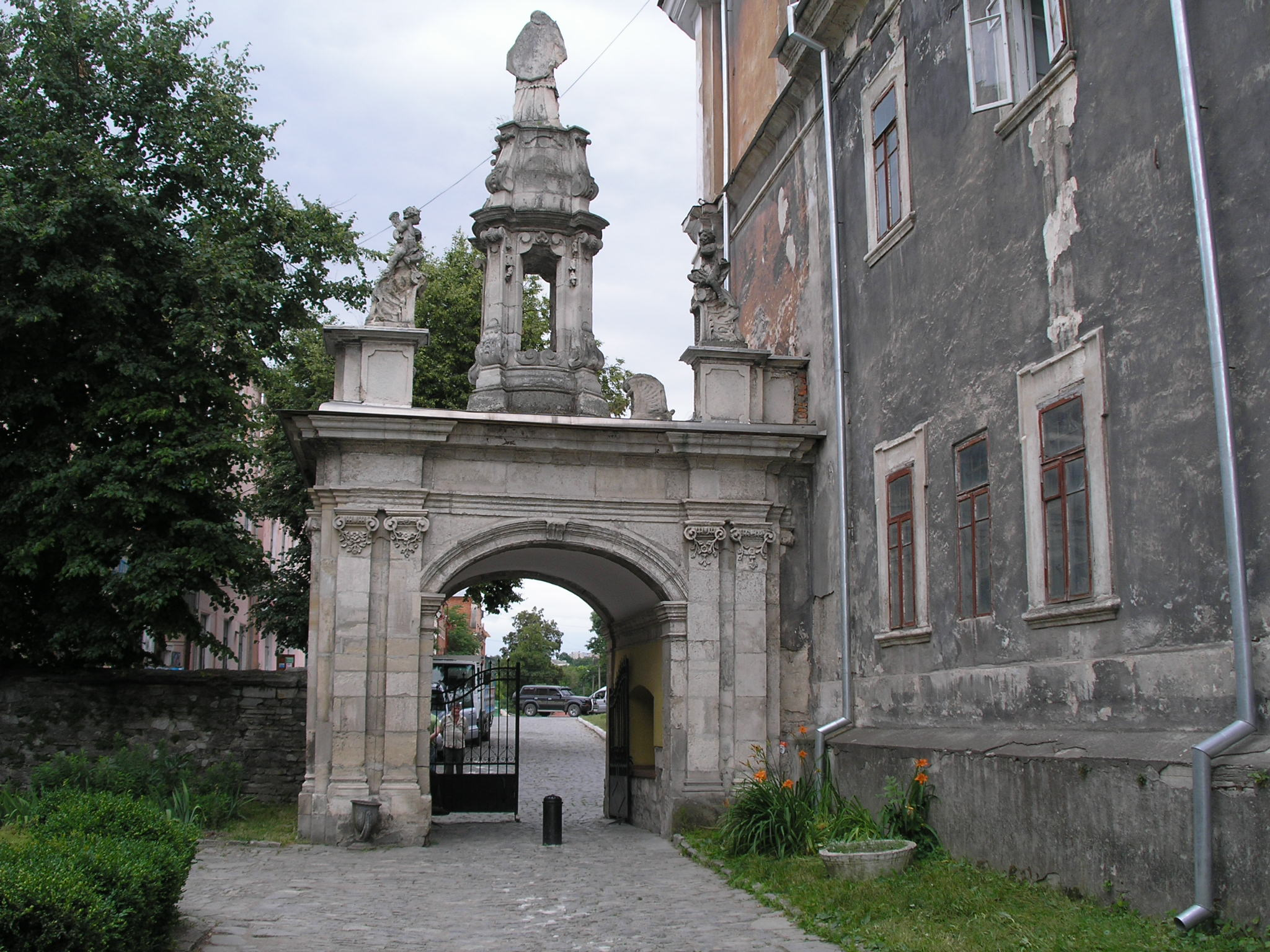